# Сагил
Сагил (монг.: Сагил) — сомон аймаку Увс, Монголія. Площа 3,8 тис. км², населення 3,3 тис. Центр сомону селище Харход лежить за 1620 км від Улан-Батора, за 60 км від міста Улаангом.

## Рельєф
Місцевість і гірська, і рівнинна. Хребет Цагаан шувуут (3496 м), Хавцал баян (3496 м.), Харгай (2937 м.), Байран (2950 м). Є озеро Уурег, річки Сагил, Боршоо, Хариг, Цагаан та інші.

## Клімат
Клімат різко континентальний. Щорічні опади у гірській місцевості 250—300 мм, на рівнині 100—200 мм, середня температура січня −24°—32°С, середня температура липня +12°—19°С.

## Природа
Водяться вовки, лисиці, тарбагани, зайці, корсаки, козулі.

## Корисні копалини
Сомон багатий на кам'яне вугілля, хімічну сировину.

## Соціальна сфера
Є школа, лікарня, сфера обслуговування, будинок відпочинку.